# Доу-ґун

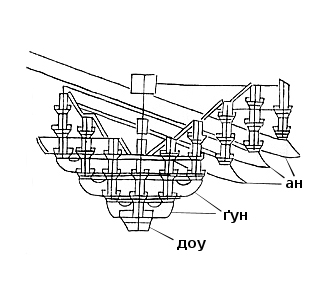
Схема елемента доу-ґун

Доу-ґун   (кит.: 斗拱 — карниз, виступ)  — кількаярусний кронштейн для підтримки сильно винесеного перекриття або даху у китайській стародавній і середньовічній архітектурі. Складається з багаторазово повторених у певному порядку двох елементів: доу — кубоподібного бруска зі скошеними внизу гранями,  та ґун — видовженого бруска-кронштейну. Подібна система також зустрічається в архітектурі Кореї (під назвою "тукор") та Японії (під назвою "кумогата хідзікі" або "токйо").

## Конструкція
Доу-ґун — мережа дерев’яних опор, що створюють каркас у традиційній китайській будівлі, стіни якої не мають тримального навантаження (можуть бути зроблені з тонкого матеріалу).
Цю мережу кронштейнів формують два головних елементи - доу та ґун. Доу є великим дерев’яним блоком з пазом для кріплення ґуна — дугоподібного кронштейна. Мережа з чергування доу та ґун може повторюватися кілька разів. Чим більше ярусів створює доу-ґун, тим вищим вважається ранг будівлі.
Функцією доу-ґун є перенесення ваги з вертикальних балок (чи колон) на горизонтальні балки, що дозволяє створити великий винос дахів у ширину. Така конструкція робить будівлю еластичною та стійкою під час землетрусу.
Крім доу та ґун допоміжним елементом архітектури доу-ґун є ан — балка, що лежить навскоси. Ани потрібні для того, щоби навісити ще більше ґунів та краще розподілити навантаження з покрівлі на колони.

## Історія
Доу-ґун виник у Китаї ще до нашої ери як елемент дерев’яної архітектури. У період Чуньцю (722 - 476 роки до н.е.) став поширеним, а пізніше отримав розвиток у період династій Тан (618 - 907 роки) та Сун (960 - 1279).  Після періоду династії Сун доу-ґун використовувався переважно у монументальній архітектурі палаців та храмів.

## Галерея

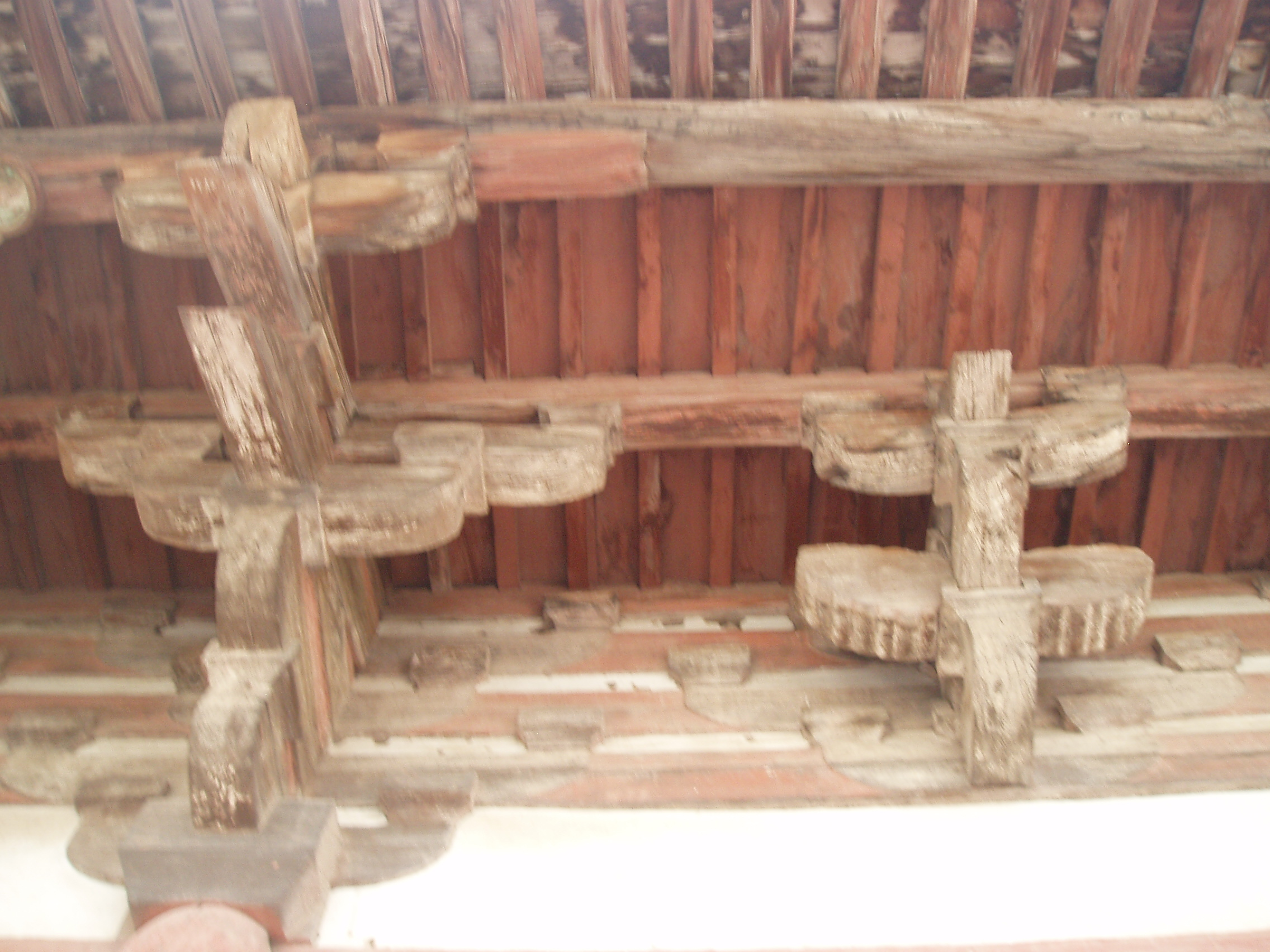
Доу-ґун у храмі Фоґуан
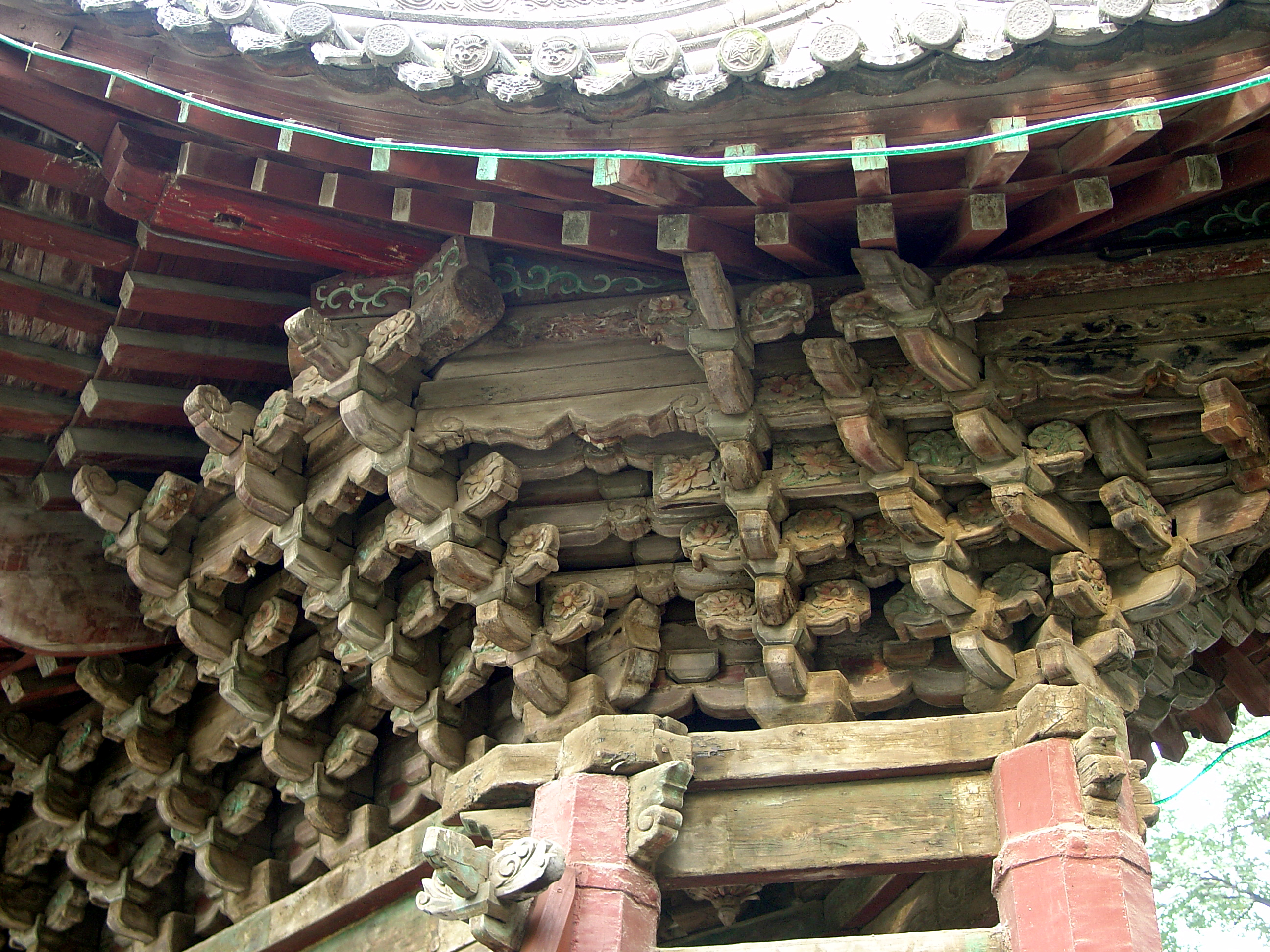
Багатоярусний доу-ґун, Сіаньська соборна мечеть, Сіань, XIV ст.
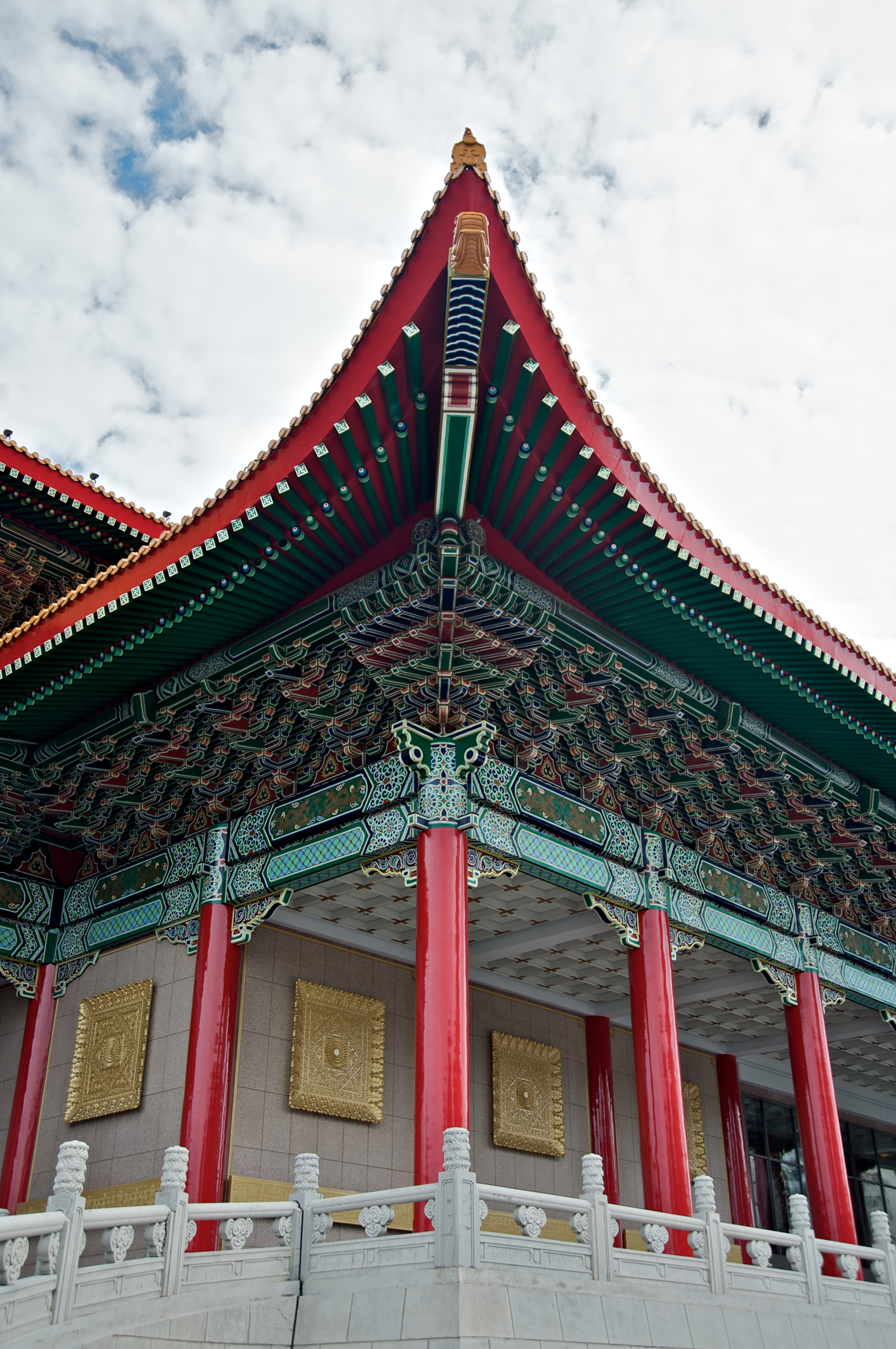
Дах, який тримається за допомогою доу-ґун. Національний театр Тайбея, 1987
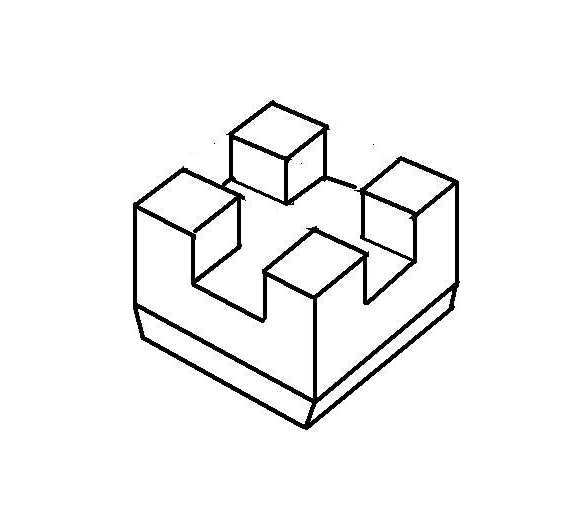
Зображення доу
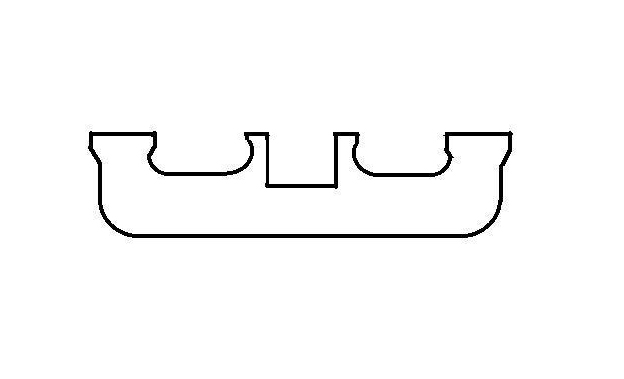
Зображення ґуна
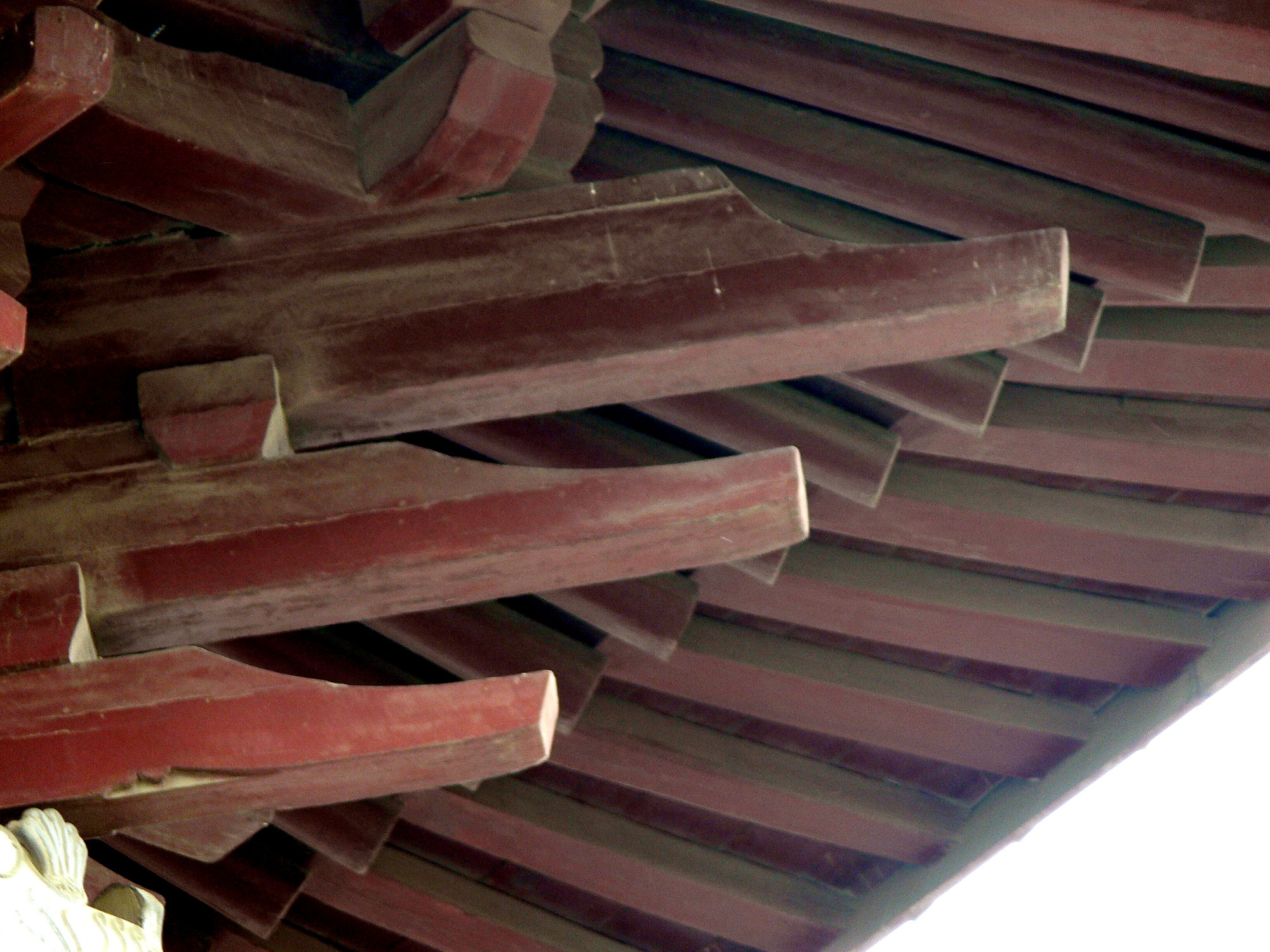
Ани, що виступать у даоському храмі у Сучжоу